# Новомосковская центральная городская библиотека имени А. С. Пушкина
Центральная городская библиотека имени А. С. Пушкина муниципального бюджетного учреждения культуры «Новомосковская библиотечная система» (ЦГБ МБУК «НБС») расположена в городе Новомосковске Тульской области.
1930-е годы
6 декабря 1933 года в новом доме на улице Аммиачной состоялось открытие городской библиотеки в городе Бобрики (с 1933 г. – Сталиногорск, с 1961 г. – Новомосковск), принадлежавшей тогда ГорОНО[1]. В справке из Центрального государственного архива Московской области от 22.01.1999 года № Т-71 сообщается о том, что на совещании заведующих РОНО в марте 1933 года было предложено приступить в Бобриках к организации Центральной районной библиотеки[2]. Для этого в Сталиногорск в августе 1933 года из Тульской центральной библиотеки направили Татьяну Петровну Щипахину (Знаменскую), проработавшую в библиотеке до 1945 года.
Библиотека имела два отдела: абонемент и читальный зал. Фонд составлял около 10 тысяч томов. К 1934 году библиотека обслуживала свыше 1600 читателей. Библиотекари занимались ликвидацией неграмотности, проводили вечера для читателей, организовали кружок друзей книги, наладили передвижную работу. При ней действовали курсы, на которых обучали библиотечному делу. О её открытии в газете «Подмосковный гигант» за 1933 год было несколько публикаций[3].
1940-е годы
Осенью 1941 года городская библиотека была уничтожена. После освобождения города от немецких захватчиков началась работа по сбору уцелевших книг. Библиотеку разместили в ДК химиков (ныне Городской Дворец культуры). Уже в январе 1942 года началось обслуживание читателей, о чём сообщила газета «Сталиногорская правда»[4]. А в декабре 1942 года принято решение о создании объединённой городской и Союза химиков библиотеки в ДК химиков.
«В библиотеке, кроме Татьяны Петровны Знаменской, работали ещё трое: библиотекари Лидия Васильевна Нагибина, Анна Михайловна Кочетова, Галина Гавриловна Дронова (Невструева)», – вспоминает Мария Николаевна Снегирёва[5]..
1950-е годы
С августа 1945 по 1960 год заведующей районной библиотекой г. Сталиногорска работала Клавдия Фёдоровна Трушникова (Феоктистова). В 1937–1941 годах обучалась в Московском государственном библиотечном институте. В послевоенные годы коллектив под её руководством восстанавливал библиотеку и занимался решением задачи по её переводу в новое помещение. 20 февраля 1957 года библиотека была открыта на первом этаже жилого здания по улице Комсомольской 38/15[6]. В начале марта 1957 года был открыт читальный зал[7].
1960-е годы
С 1960 по 1971 годы Новомосковской районной библиотекой заведовала Нина Дмитриевна Шаркова. Она обучалась в Московском библиотечном техникуме (1947-1948), Московском государственном библиотечном институте им. В. М. Молотова (1950-1955). Н. Д. Шаркова была награждена медалями: «За доблестный труд в Великой Отечественной войне 1941-1945 гг.», «Ветеран труда» и другими.
В 1961 году в библиотеке был введён открытый доступ читателей к книжному фонду, который составлял 47733 экземпляра.
В 1960-е годы велась методическая работа, выпускались библиографические издания малых форм – рекомендательные списки литературы, памятки, закладки, листовки, планы чтения для читателей.
В библиотеке проходили книжные выставки на актуальные темы, вечера, устные журналы, читательские конференции.
В 1960-е годы в библиотеке была начата работа по краеведению. Организован краеведческий фонд: отдельно собраны художественные, научно-популярные издания авторов из Тульской области. В библиотеке проходили краеведческие вечера, встречи с писателями.
1970-е годы
С 1971 по 1985 год Центральную районную библиотеку возглавляла Тамара Васильевна Карпова. Она работала в Прохоровской сельской библиотеке, детской библиотеке Заводского района Сталиногорска, детской городской библиотеке, Центральной районной библиотеке. Т. В. Карпова награждена медалями: «За доблестный труд в Великой Отечественной войне 1941-1945 гг.», «Ветеран труда», двумя знаками «Победитель социалистического соревнования», значком Министерства культуры СССР «За отличную работу».
Под руководством Т. В. Карповой было осуществлено объединение массовых библиотек Новомосковского района в централизованную библиотечную систему (ЦБС)[8]. Процесс централизации окончательно завершился в апреле 1980 года. В ЦБС вошли Центральная районная библиотека (ЦРБ) и 40 библиотек-филиалов, расположенных на территории города Новомосковска и района.
1980-е годы
С августа 1985 по ноябрь 2010 года директором Новомосковской централизованной библиотечной системы была Галина Васильевна Котенева. В 1972 году она окончила библиотечный факультет Московского государственного института культуры. Работала директором Прохоровского Дома культуры Новомосковского района (1967-1968), заведующей Новомосковской городской юношеской библиотекой (1968-1969), инструктором отдела культуры Новомосковского райисполкома (1970-1978), заведующей библиотекой угольного рудника Баренцбург архипелага Щпицберген (1979-1981). С 1981 года – заместитель директора Новомосковской ЦБС. В 1994 году Г. В. Котеневой было присвоено звание «Заслуженный работник культуры Российской Федерации» [9].
В 1980-е годы в ЦРБ в библиотечные процессы внедрялись новые технологии.
1990-е годы
В 1990-е годы просветительская и информационная функции стали основными в деятельности ЦРБ. Для удовлетворения информационных потребностей читателей использовались альтернативное комплектование, была увеличена подписка на периодические издания.
В 1994 году Тульская областная научная универсальная библиотека подарила ЦРБ первый компьютер. В этого момента в новомосковских библиотеках началась автоматизация библиотечных процессов.
В 1995 году была начата работа по созданию электронного каталога на библиотечный фонд.
ЦРБ сотрудничала со средствами массовой информации: районными газетами «Новомосковская правда», «Новомосковский посредник», «Новости», «Новомосковск-регион». На страницах этих газет освещались различные аспекты жизни библиотек. Были организованы циклы передач на местном радио.
В 1996 году по инициативе заместителя директора Новомосковской ЦБС Светланы Николаевны Пономарёвой было начато сотрудничество библиотеки и ТРК «Новомосковск», созданы циклы телевикторин, телепередач «У книжной полки».
В декабре 1998 года состоялась научно-практическая конференция «История библиотечного дела Новомосковского региона», посвященная 65-летию Центральной районной библиотеки.
2000-е годы
1 февраля 2000 года в ЦРБ создали информационно-библиографический отдел.
8 августа 2001 года в ЦРБ был создан Центр правовой и деловой информации (ЦПиДИ) как подразделение информационно-библиографического отдела.
19 сентября 2001 года в Новомосковске прошло выездное заседание 2-го Всероссийского совещания руководителей публичных центров правой информации в субъектах Российской Федерации, 20 сентября сотрудники ЦРБ приняли участие в видеоконференции «Тула-Новомосковск-Краснодар».
В 2001 году по инициативе главы муниципального образования Новомосковский район Н. Н. Минакова было начато строительство нового здания Центральной районной библиотеки.
В 2002 году был получен грант «Правовая информация на пути к сельским библиотекам» на 5060$, написана районная программа «Сельская библиотека: вступая в XXI век», рассчитанная на 2002-2004 гг., приобретена новая компьютерная техника.
В 2003 году Наталья Викторовна Ермакова, заведующая методическим отделом ЦРБ прошла стажировку в США. Н. В. Ермакова стала первым участником программы «Открытый мир» из Новомосковска.
Праздничной программой «Фабрика звёзд» в декабре 2003 года ЦРБ отметила 70-летие.
11 августа 2004 года сотрудники ЦРБ приняли участие в видеоконференции библиотечных систем области, посвящённой созданию и работе правовых центров при библиотеках.
9 сентября 2006 года состоялось «открытие нового пятиэтажного здания библиотеки площадью 1890 м2, рассчитанного на 150 тысяч единиц хранения»[10]. На строительство и оборудование израсходовано почти 60 млн рублей из бюджета города Новомосковска.
В ЦРБ с 1 октября 2006 года начал действовать лекторий «Ретро-Академия», организованный по инициативе председателя Пушкинского общества г. Новомосковска Тамары Александровны Быковой[11].
В 2007 году в ЦРБ была начата издательская деятельность. В период с 2007 по 2023 годы увидели свет 37 книг, библиографических пособий, сборников краеведческой тематики, а также 16 изданий, содержащих материалы, составленные сотрудниками библиотек Новомосковска. Все они размещены на сайте МБУК «НБС» в разделе «Краеведческая электронная библиотека»[12]. Также на сайте представлен библиографический список этих изданий в разделе «Краеведческие материалы» [13].
До 2008 года библиотека имела статус районной. В 2008 году Новомосковский район был преобразован в муниципальное образование город Новомосковск со статусом городского округа, библиотека стала именоваться Центральной городской библиотекой (ЦГБ).
В 2008 году на базе ЦГБ был создан информационный центр по проведению электронного опроса избирателей на выборах депутатов Собрания депутатов муниципального образования город Новомосковск первого созыва.
С 2009 года по инициативе заведующей отделом краеведения ЦГБ Анжелики Васильевны Польшиной проводятся четырёхдневные межмуниципальные краеведческие чтения[14], в работе которых принимают участие юные и взрослые краеведы из Новомосковска, городов Тульской области, а также из Москвы и других городов России.
2010-е годы
С 2010 года директор Новомосковской библиотечной системы – Светлана Геннадьевна Змеева. Она работала библиотекарем Новомосковской городской библиотеки-филиала № 6 (1983–1988), старшим методистом (1988-1994), главным библиографом (1994–2000), заведующей информационно-библиографическим отделом ЦРБ (2000–2006), заместителем директора Новомосковской библиотечной системы (2006–2010). С. Г. Змеева основное внимание уделяет автоматизации библиотечных процессов. Ею создан труд по истории новомосковских библиотек[15].
С 2010 года в ЦГБ организовано бесплатное обучение пользователей основам компьютерной грамотности[16].
В 2011 году создан сайт Новомосковской библиотечной системы[17].
В августе 2013 года ЦГБ отметила своё 80-летие[18].
С 2014 года новомосковские библиотеки участвуют во Всероссийской акции в поддержку чтения «Библионочь».
Ежегодно, с июня 2014 года в ЦГБпроводится фестиваль авторской песни «Наполним музыкой сердца» памяти Юрия Визбора, на который съезжаются самодеятельные исполнители из Тульской области[19].
На базе ЦГБ действует Пушкинское общество Новомосковска, председателем которого является директор Новомосковской библиотечной системы С. Г. Змеева.
14 ноября 2014 года в ЦГБ создан новый отдел – Молодёжный центр «Свободное пространство»[20].
В 2014 году в социальной сети ВКонтакте были созданы страницы ЦГБ[21] и Молодежного центра «Свободное пространство» [22].
С мая 2015 года в ЦГБ проводится регистрация населения в Единой системе идентификации и аутентификации (ЕСИА) для доступа жителей ко всем государственным сайтам: федеральным (gosuslugi.ru) и региональным госуслугам (gosuslugi71.ru), порталу «Доктор 71» (doctor71.ru), «Открытый регион» (openregion71.ru).
В январе 2016 года в библиотеке открыт туристско-информационный пункт.
В начале 2017 года изменилась организационно-правовая форма муниципального учреждения культуры «Новомосковская библиотечная система» (МУК «НБС»), учреждение стало муниципальным бюджетным учреждением культуры «Новомосковская библиотечная система» (МБУК «НБС»).
В 2017 году коллектив МБУК «НБС» награжден Дипломом I степени муниципальной премии «За вклад в развитие муниципального образования город Новомосковск в области культуры и искусства»[23].
В библиотеке проходят встречи с писателями и поэтами, музыкантами, выставки художников. В разные годы в библиотеке состоялись встречи с известными российскими писателями: Полиной Дашковой (2007), Александром Тереховым (2016), Мариной Степновой и Шамилем Идиатуллиным (2017), протоиереем Артемием Владимировым (2016, 2022), исследователями-пушкинистами Ириной Юрьевной Юрьевой (2022, 2023), Ларисой Андреевной Черкашиной (2023), Галиной Николаевной Тимошковой (2023).
8 сентября 2018 года, в День Тульской области, за большой вклад в жизнь МО город Новомосковск, МБУК «НБС» получила переходящий Кубок правительства Тульской области[24].
С 2018 года на сайте МБУК «НБС» http://nmosk-lib.ru реализуется проект «Библиотекари читают вслух. Сказки народов России».
В 2018 году заведующей отделом краеведения ЦГБ А. В. Польшиной на сайте МБУК «НБС» http://nmosk-lib.ru начато осуществление долгосрочного проекта «Этот день в истории Новомосковска». Данный проект стал основой для другого краеведческого проекта – электронной энциклопедии «Новомосковск», который реализуется с 2019 года[25].
В мае 2019 года новомосковские библиотекари принимали участие в открытии и последующих мероприятиях Всероссийского библиотечного конгресса, проходившего в Туле[26].
29 октября 2019 года решением Собрания депутатов муниципального образования г. Новомосковск Центральной городской библиотеке присвоено имя А. С. Пушкина.
2020-е годы
В 2020-2023 годах ЦГБ имени А. С. Пушкина участвовала в проекте «Герой газетной полосы», разработанном Государственным учреждением культуры Тульской области «Региональный библиотечно-информационный комплекс» (ГУК ТО «РБИК»). Материалы, подготовленные заведующей отделом краеведения А. В. Польшиной, вошли в книги, изданные в рамках проекта: «Герой газетной полосы. Проект о внимательном чтении периодической печати 1941-1945 годов» [27],, «Военная лира. Поэзия на страницах тульских газет военного времени : антология, биографии, библиография»[28].
В 2020 году директор МБУК «НБС» С. Г. Змеева, заместитель директора С. В. Пасько и заведующая отделом краеведения А. В. Польшина работали над текстом книги «Памяти связующая нить: памятники и скульптуры Новомосковска»[29]. С. В. Пасько написала тексты к книгам «Новомосковск – город, устремлённый в будущее» (2020)[30], «Улицы Новомосковска» (2021)[31], «Обретение веры: храмы и святыни земли новомосковской» (2022)[32].
В августе 2020 года, в рамках национального проекта «Культура», после ремонта и модернизации была открыта первая модельная библиотека в Тульской области: Первомайская сельская модельная библиотека № 31 МБУК «НБС».
В 2021 году городу Новомосковску было присвоено звание «Город воинской доблести». Заведующая отделом краеведения А. В. Польшина входила в группу авторов-составителей справки на соискание этого звания.
В декабре 2021 года после капитального ремонта и модернизации открыта вторая модельная библиотека в Новомосковске – Городская модельная библиотека № 27 МБУК «НБС».
В 2023 году ЦГБ имени А. С. Пушкина отметила 90 лет со дня основания.